# Marina Mogilko
Marina Dmitrievna Mogilko (tiếng Nga: Марина Дмитриевна Могилко; sinh ngày 13 tháng 3 năm 1990) là một YouTuber, khởi sự doanh nghiệp, đồng sáng lập và CCO của LinguaTrip. Một trong 16 người phụ nữ sáng lập thực hiện các bước chuyển trong công nghệ theo phiên bản Tech.co. Vào Tháng 8 năm 2015, cô đã tham dự chương trình Silicon Valley start-up acceleration program 500 Startups.